# 花原市站
花原市站（日语：／ Kebaraichi eki */?）是位於岩手縣宮古市花原市，屬於東日本旅客鐵道（JR東日本）的山田線車站。

## 歷史
- 1961年（昭和36年）12月20日：車站啟用[1]。
- 1987年（昭和62年）4月1日：伴隨國鐵分割民營化，車站由東日本旅客鐵道（JR東日本）營運[1]。

## 車站構造
本站是地面車站，設有1面1線的單式月台。此站是無人車站，站內沒有設置站房，僅在月台上設置候車室。

## 車站周邊
- 岩手縣北巴士（日语：岩手県北自動車）、東日本交通（日语：東日本交通 (岩手県)）「花原市」巴士站
- 華嚴院
- 國道106號（日语：国道106号）
- 閉伊川（日语：閉伊川）

## 相鄰車站
東日本旅客鐵道（JR東日本）
■山田線
□快速「谷灣」
通過
■普通
蟇目－花原市－千德

## 注腳
1. 1 2 3  曾根悟（監修）. 朝日新聞出版分冊百科編集部（編集） , 编. . 週刊朝日百科. 21号 釜石線・山田線・岩泉線・北上線・八戸線. 朝日新聞出版. 2009-12-06: 18 （日语）.

## 外部連結
- 車站資訊（花原市）：東日本旅客鐵道（日語）